# Bùi Minh Quốc
Bùi Minh Quốc (sinh ngày 3 tháng 10 năm 1940) là một nhà thơ, nhà báo, hội viên Hội Nhà văn Việt Nam, từng là Phó Chủ tịch Hội Văn nghệ, Tổng Biên tập Tạp chí Đất Quảng tại Quảng Nam - Đà Nẵng, người sáng lập và là Chủ tịch đầu tiên của Hội Văn nghệ tỉnh Lâm Đồng, là một trong bốn thành viên đầu tiên của Nhóm Thân hữu Đà Lạt.
Ông hiện tại cũng là Phó chủ tịch Hội Nhà báo Độc lập Việt Nam, phụ trách khu vực miền Trung.
Còn có bút danh là Dương Hương Ly, ông được biết đến với bài thơ nổi tiếng "Bài thơ về hạnh phúc", viết về vợ ông, nhà văn Dương Thị Xuân Quý, đã hi sinh năm 1969. Ngoài ra, ông còn được biết đến với bài thơ tình "Có khi nào", bài thơ được bình chọn là một trong 100 bài thơ hay nhất Việt Nam thế kỷ XX.

## Cuộc đời
Cuộc đời nhà thơ Bùi Minh Quốc gắn liền với huyền thoại về sự hy sinh của văn nghệ sĩ trong chiến tranh Việt Nam. Quê ở Mỹ Đức - Hà Tây, nhưng khi 11 tuổi ông đã theo gia đình lên Hà Nội. Ngay từ khi còn trẻ, Bùi Minh Quốc đã sớm nổi tiếng ở miền Bắc với bài thơ "Lên miền Tây". Bài thơ này đã được phổ biến rộng rãi và đưa vào chương trình giáo khoa phổ thông thời bấy giờ. Sau khi học đại học, năm 1963 ông về làm công tác cho đài phát thanh Tiếng Nói Việt Nam.

### Thời kỳ chiến tranh Việt Nam
Năm 1961, nhà thơ Bùi Minh Quốc và nhà văn - nhà báo Dương Thị Xuân Quý quen nhau và yêu nhau. Năm 1966, hai người cưới nhau. Năm 1967, nhà thơ Bùi Minh Quốc xung phong vào chiến trường miền Nam, công tác tại Ban Văn nghệ Khu V, nổi tiếng với tập thơ "Mảnh đất nuôi ta thành dũng sĩ" với bút danh Dương Hương Ly. Khi đó con của ông và bà Xuân Quý mới 6 tháng tuổi.
Một năm sau, 1968, nhà văn Dương Thị Xuân Quý cũng lên đường vào chiến trường miền Nam. Bà gửi lại con gái đầu lòng và cũng là duy nhất là Bùi Dương Hương Ly cho mẹ là bà Hoàng Thị Tín trông nom. Hai vợ chồng Bùi Minh Quốc công tác cùng cơ quan (một tờ báo tuyên truyền được đặt ở trên núi), họ gom góp lại một số bài thơ và truyện ngắn của mình đã được đăng rải rác trên các báo hay các tuyển tập, đem in thành một tuyển tập riêng của hai người, và đặt tên là "Chỗ Đứng".
"Chỗ Đứng" (1968) được Nhà xuất bản Hội Nhà Văn in, nhưng khi sách in xong, gửi vào trong chiến trường miền Nam thì Xuân Quý đã hy sinh. Lúc đó Bùi Minh Quốc đang bận làm dở một bài báo nên để vợ đi công tác xuống vùng đồng bằng trong vùng Quảng Đà, còn bản thân dự định sẽ xuống sau đó một tháng. Ngày 8 tháng 3 năm 1969, Dương Thị Xuân Quý bị lính Đại Hàn bắn chết ở Duy Xuyên trong một trận càn khi tuổi đời mới vừa 28.

### Sau 1975
Sau năm 1975, Bùi Minh Quốc ở Đà Nẵng, làm Phó Chủ tịch hội Văn Nghệ tỉnh Quảng Nam-Đà Nẵng, Tổng biên tập Tạp chí Đất Quảng. Mùa thu năm 1985 ông vào thăm Đà Lạt, được đưa lên gặp Bí thư Tỉnh ủy Lâm Đồng, và được ông này đề nghị về giúp lập Hội Văn Nghệ Lâm Đồng - Đà Lạt. Trong kỳ đại hội thành lập hội Văn Nghệ, ông được bầu vào chức vụ Chủ tịch.
Tại Đà Lạt, ông cùng đồng nghiệp thành lập tờ báo Lang Biang, lấy tên theo một câu chuyện thần thoại của vùng này. Để có thể mang cái tên này họ đã phải giải trình cho ông Bí thư Tỉnh ủy, nhưng ông này cũng không dám quyết, mà phải mở một cuộc họp để ban Thường vụ Tỉnh quyết định, và họ đã phải nhờ đến một nhà chuyên nghiên cứu văn hóa sắc tộc để thuyết phục. Tờ báo này sau đó bị đóng cửa, phải ngưng xuất bản chỉ sau 03 số báo. Nguyên nhân theo lời Bùi Minh Quốc là do họ đã "đăng tải những bài viết mà các vị lãnh đạo địa phương cũng như vĩ mô không hài lòng".
Bùi Minh Quốc đã nhiều lần đi tìm mộ liệt sĩ Dương Thị Xuân Quý vào các năm 1983, 1995, 2000, nhưng mãi đến chiều ngày 3 tháng 8 năm 2006, 37 năm sau ngày bà hy sinh, ông mới tìm được mộ vợ mình. Nơi đó chỉ cách bia tưởng niệm Dương Thị Xuân Quý do chính ông dựng vào năm 1996 có 30m. Đúng với câu thơ mở đầu của "Bài thơ về hạnh phúc": Thôi em nằm lại với đất lành Duy Xuyên / Trên mồ em có mùa xuân ở mãi..., gia đình đã để bà yên nghỉ lại đất Duy Xuyên.
Bùi Minh Quốc bị khai trừ ra khỏi Đảng năm 1989 (cùng với Tiêu Dao Bảo Cự) vì vận động các văn nghệ sĩ đòi tự do sáng tác, tự do báo chí, tự do xuất bản. Ông cũng bị quản chế hai lần theo Nghị định 31-CP: 1997-1999 và 2002-2004.

## Tác phẩm
Trong chiến tranh Việt Nam, với bút danh Dương Hương Ly, Bùi Minh Quốc nổi tiếng với tập thơ "Mảnh đất nuôi ta thành dũng sĩ" khi ông công tác tại Ban Văn nghệ Khu V. Năm 1968, vợ chồng Bùi Minh Quốc và Dương Thị Xuân Quý có tập thơ - truyện "Chỗ Đứng" được Nhà xuất bản Hội Nhà Văn in, vốn là tuyển tập các bài thơ và truyện ngắn của hai người đã được đăng rải rác trên các báo.
Bài thơ nổi tiếng nhất của Bùi Minh Quốc là "Bài thơ về hạnh phúc", ông viết năm 1969 để tưởng nhớ người bạn đời Xuân Quý.
Đặc biệt, thi phẩm "Bài thơ về tình yêu" của ông đã được nhạc sĩ Phan Huỳnh Điểu phổ nhạc thành bài hát nổi tiếng "Cuộc đời vẫn đẹp sao".
Thơ của Bùi Minh Quốc thường viết về "người mẹ già" Việt Nam nhiều năm cuốc đất đào hầm nuôi giấu cán bộ, như các bài "Đất quê ta mênh mông", "Mẹ ngẩn ngơ đi...", "Mẹ đi chọn mặt gửi vàng", "Không, mẹ ơi", "Một thoáng phố phường".
Sau năm 1975, Bùi Minh Quốc có nhiều bài thơ mang tư tưởng phê phán, điển hình như bài "Cay đắng thay" mà ông cho rằng "Cái guồng máy nhục mạ con người / Mang bộ mặt hiền lành của người cuốc đất... / Trọn tuổi xuân ta hiến dâng cuồng nhiệt / Lại đúc nên chính cỗ máy này". Bài thơ được tướng Trần Độ trích dẫn trong Nhật ký Rồng Rắn của mình.
Trong thời gian bị quản chế, ông sáng tác bài "Thơ vụt hiện trong phòng thẩm vấn"
Tác phẩm đã xuất bản:
- Chỗ đứng (tập truyện, thơ in chung cùng Dương Thị Xuân Quý, 1968)
- Mảnh đất nuôi ta thành dũng sĩ (tập thơ, 1971)
- Bé Ly (tập truyện ngắn, 1971)
- Hồi đó ở Sa Kỳ (tiểu thuyết, 1980)
- Đôi mắt nhìn tôi (tập thơ, 1984)
- Thơ tình Bùi Minh Quốc (1993)
- Một lúc một đời (tập truyện ngắn, 1996)
- Chuyện của người khách lạ (tiểu thuyết, 2000)
- Ru xa (tập thơ, 2002)
- Nhạc lá (tiểu thuyết, 2002)

## Lên tiếng về Hoàng Sa, Trường Sa
Năm 2007, sau khi Trung Quốc phê chuẩn việc thành lập thành phố Tam Sa nhằm trực tiếp quản lý các quần đảo trên Biển Đông, trong đó có Hoàng Sa và Trường Sa của Việt Nam, Bùi Minh Quốc và một số trí thức văn nghệ sĩ Việt Nam đã lên tiếng phản đối. Ông nói Trung Quốc đã "chà đạp lẽ phải" trong vụ tranh chấp Hoàng Sa, Trường Sa.
Với tư cách là hội viên, ông đã gửi một lá thư ngỏ cho Ban Chấp hành Hội Nhà văn Việt Nam cùng toàn thể các đồng nghiệp trong Hội, với lòng mong muốn Ban Chấp hành Hội Nhà văn Việt Nam sớm có tuyên bố chính thức về vụ việc này. Ông cũng mong Hội xuất bản ngay cuốn sách về Hoàng Sa, Trường Sa đã được soạn thảo, để mọi người có thể nắm vững thông tin.
Lá thư ngỏ của nhà thơ Bùi Minh Quốc cũng được gởi cho báo chí trong nước, nhưng đến nay không có báo nào đăng.

## Gia đình
Bùi Minh Quốc kết hôn với Dương Thị Xuân Quý vào tháng 2 năm 1966. Hai ông bà có một người con gái tên là Bùi Dương Hương Ly. Bút danh Dương Hương Ly của ông lấy tên con gái.
Sau khi bà mất, ông tục huyền hai lần nữa và có với mỗi người vợ một đứa con. Người vợ hiện tại của ông là Nguyễn Thị Thục (Hiền Thục). Bà gốc Hà Nội, sinh ra và lớn lên tại Đà Lạt, từng 18 năm làm phóng viên, biên tập viên của Đài phát thanh – Truyền hình Lâm Đồng. Năm 1993, bà nghỉ việc, chuyển sang đan móc len, tạo ra và mở cửa hàng búp bê len.